# تومي كوستادينوف
تومي كوستادينوف (بالبلغارية: Томи Костадинов)‏ هو لاعب كرة قدم بلغاري في مركز الوسط، ولد في 15 مارس 1991 في صوفيا في بلغاريا. شارك مع منتخب بلغاريا تحت 21 سنة لكرة القدم. أما مع النوادي، فقد لعب مع سسكا صوفيا ونادي ليتكس لوفتش.

## وصلات خارجية
- تومي كوستادينوف على موقع قاعدة بيانات كرة القدم.إي يو (الإنجليزية)
- تومي كوستادينوف على موقع Soccerway.com (الإنجليزية)